# Dipurena baukalion
Dipurena baukalion är en nässeldjursart som beskrevs av Pages, Gili och Bouillon 1992. Dipurena baukalion ingår i släktet Dipurena och familjen Corynidae. Inga underarter finns listade i Catalogue of Life.